# Juan Antonio Figueroa Bunge
Juan Antonio Figueroa Bunge (Buenos Aires, 16 de mayo de 1903-1975) fue un ingeniero civil argentino que se desempeñó como gobernador de facto de la provincia de Río Negro brevemente entre agosto y septiembre de 1969, debiendo renunciar por la pueblada denominada Cipolletazo.

## Biografía

### Primeros años y carrera temprana
Nacido en Buenos Aires en 1903, estudió ingeniería civil en la Facultad de Ciencias Exactas, Físicas y Naturales de la Universidad de Buenos Aires, especializándose en hidráulica. También realizó una tecnicatura en malariología en Roma.
Entre 1929 y 1935, fue director de obras de riego en localidades de la provincia de Catamarca, director de obras de embalse en la provincia de La Rioja y director de obras en la central hidroeléctrica de Tilcara (provincia de Jujuy). En los entonces territorios nacionales de Río Negro y Neuquén fue intendente general de las obras de riego en el Alto Valle entre 1938 y 1945.
Fue director de exploración de obras nacionales de riego entre 1947 y 1949, asesor técnico de Empresas Nacionales de Energía (ENDE) de 1952 a 1955, y asesor de la Corporación Norpatagónica y en una comisión técnica de la CEPAL para obras de riego entre 1958 y 1959. Desde 1963 fue director del programa de evaluación de recursos naturales del Consejo Federal de Inversiones (CFI), y desde 1965, director técnico del CFI.

### Gobernador de Río Negro
Durante la dictadura militar de la autodenominada Revolución Argentina, fue ministro de Obras Públicas del gobernador de facto de la provincia de Río Negro, Luis Homero José Lanari, entre 1966 y 1969. El 13 de agosto de 1969, el presidente de facto Juan Carlos Onganía, lo designó gobernador de Río Negro a través del decreto 4493.
Figueroa Bunge tenía vinculación con sectores económicos y políticos de la ciudad de General Roca, centro administrativo del Alto Valle del Río Negro. En ese marco anunció obras públicas para aquella ciudad, destacándose una ruta pavimentada que la uniera con San Carlos de Bariloche, sustituyendo el transporte de cargas por la ruta nacional 22 y afectando a las ciudades de Cipolletti, Allen, Neuquén, entre otras.

#### Cipolletazo y destitución del cargo
El comisionado de Cipolletti, Julio Dante Salto (de la Unión Cívica Radical Intransigente y en el cargo desde 1963), se opuso al proyecto, reclamando que el dinero tuviera otra destinación. Figueroa Bunge firmó el decreto 721/69 de intervención a la comuna de Cipolletti para expulsar a Salto de su cargo e instaurar un nuevo gobierno municipal. Sin embargo, la comisión interventora no pudo tomar el cargo producto de una pueblada protagonizada por los vecinos de la ciudad. La situación escaló cuando Figueroa Bunge designó interventor al jefe de la policía provincial y luego la VI Brigada de Infantería de Montaña del Ejército Argentino tomó la ciudad. El 21 de septiembre, la provincia fue intervenida por el Poder Ejecutivo Nacional, destituyendo a Figueroa Bunge y su gabinete. Fue sucedido en la gobernación por el general de brigada Roberto Vicente Requeijo y el intendente Salto presentó su renuncia.